# Jean-Baptiste Bourguignon d'Anville
Jean-Baptiste Bourguignon d'Anville (11. července 1697 v Paříži – 28. ledna 1782 tamtéž) byl francouzský geograf a reformátor moderní kartografie. Pracoval jako encyklopedista na Encyklopedii Denise Diderota a Jeana Baptista le Ronda d'Alemberta.

## Život a dílo
Bourguignon d'Anville se studiu geografie věnoval brzy, takže se již ve 22 letech stal královským geografem a později osobním tajemníkem Ludvíka Orleánského.
Vydal 211 map. Mezi nejvýznamnější díla patří:
- velká mapa Číny, kterou vytvořil v roce 1734 na základě přípravných prací jezuitských misionářů kolem Jeana-Baptista Régise, a kterou publikoval Jean-Baptiste Du Halde ve svém díle Description de la Chine et de la Tartarie chinoise v roce 1735
- Nouvel atlas de la Chine, de la Tartarie chinoise, et du Thibet (1737, 107 listů)
- Atlas général (1737–1780, 66 listů)
- Atlas antiquus major (12 listů)
- Géographie ancienne abrégée (1769, 3 sv.)

Od prosince 1747 byl čestným členem Ruské akademie věd v Petrohradě. V roce 1773 byl zvolen členem Académie des Inscriptions et Belles-Lettres a v témže roce členem (Adjoint géographe) Akademie věd.
Jeho cenná sbírka map (skládající se z 10 500 jednotlivin) byla zakoupena pro Královskou knihovnu v Paříži (dnešní Bibliothèque nationale de France).

## Ocenění
Podle d'Anvillea byl v roce 1836 pojmenován rostlinný rod Anvillea z čeledi kopretinovitých (Asteraceae).
V roce 1976 byl po něm pojmenován měsíční kráter Anville.